# ثيودور بيكل
ثيودور بيكل (بالإنجليزية: Theodore Bikel)‏ (و. 1924 – 2015 م) هو ممثل تلفزيوني، ورجل أعمال، وموسيقي، وممثل، وممثل أفلام، وممثل مسرحي من الولايات المتحدة الأمريكية، النمسا . ولد في فيينا .
توفي في لوس أنجلوس .

## التعليم
تعلم في الأكاديمية الملكية للفنون المسرحية

## روابط خارجية
- ثيودور بيكل على موقع IMDb (الإنجليزية)
- ثيودور بيكل على موقع الموسوعة البريطانية (الإنجليزية)
- ثيودور بيكل على موقع ألو سيني (الفرنسية)
- ثيودور بيكل على موقع ميوزك برينز (الإنجليزية)
- ثيودور بيكل على موقع تيرنر كلاسيك موفيز (الإنجليزية)
- ثيودور بيكل على موقع أول موفي (الإنجليزية)
- ثيودور بيكل على موقع قاعدة بيانات برودواي على الإنترنت (الإنجليزية)
- ثيودور بيكل على موقع قاعدة بيانات الأفلام السويدية (السويدية)
- ثيودور بيكل على موقع إن إن دي بي (الإنجليزية)
- ثيودور بيكل على موقع أول ميوزيك (الإنجليزية)